# مزودرم
در تمام دوسوئیان (جانوران دارای تقارن دوطرفه)، مزودرم یا میان‌پوست (به انگلیسی: Mesoderm)، یکی از سه لایه زایای اولیه در مراحل ابتدایی رویان می‌باشد. دو لایه دیگر اکتودرم (لایه خارجی) و اندودرم (لایه داخلی) اند به طوری که مزودرم بین آن دو لایه قرار می‌گیرد.
مزودرم این موارد را تشکیل می‌دهد: مزانشیم، مزوتلیوم، سلول‌های خونی غیر-اپی‌تلیالی و کوئلوموسیت‌ها. مزوتلیوم مرز بین کوئلوم‌ها را تشکیل می‌دهد. مزودرم در فرآیندی به نام میوژنز (ماهیچه‌زایی)، ماهیچه‌ها و همچنین دیواره (جداکنندگان عرضی) و مزنتری (جداکنندگان طولی) را تشکیل داده؛ و همچنین بخشی از غدد جنسی (یعنی غدد جنسی به غیر از گامت‌ها) را تشکیل می‌دهد. میوژنز (ماهیچه‌زایی) عملکرد ویژه‌ای از مزانشیم می‌باشد.
مزودرم از بقیه رویان، از طریق پیام‌رسانی درون سلولی، و بعد از قطبش مزودرمی توسط مرکز سازمان‌دهنده، تمایز می‌یابد. موقعیت مرکز سازمان‌دهنده، به نوبه خود توسط برخی نواحی در بتا-کاتنین تعیین شده و توسط GSK-3 از تجزیه شدن حفظ می‌گردد. بتاکاتنین به عنوان کو-فاکتوری عمل می‌کند که فعالیت فاکتور رونویسی TCF3 را از سرکوب به حالت فعال‌کنندگی تغییر می‌دهد، این فعال سازی به نوبه خود در سنتز محصولات ژنی جهت تمایز مزودرمی و گاسترولاسیون، حیاتیست. به علاوه، مزودرم توانایی القاء رشد ساختارهای دیگری چون صفحهٔ عصبی را که پیش‌ساز دستگاه عصبیست، دارا می‌باشد.

## برای مطالعهٔ بیشتر
- Gurdon, J.B. (1995). "The formation of mesoderm and muscle in Xenopus".  In Zagris, Nikolas;  et al. (eds.). Organization of the early vertebrate embryo. Springer. ISBN 978-0-306-45132-4.
- Kenderew, John Cowdery; Lawrence, Eleanor, eds. (1994). "Mesoderm Induction". The encyclopedia of molecular biology. John Wiley & Sons. p. 541. ISBN 978-0-632-02182-6.
- Liu, Shu Q. (2007). "Early Embryonic Organ Development". Bioregenerative engineering: principles and applications. John Wiley & Sons. ISBN 978-0-471-70907-7.
- McGeady, Thomas A.;  et al. (2006). "Establishment of the Basic Body Plan". Veterinary embryology. Wiley-Blackwell. ISBN 978-1-4051-1147-8.
- Pappaioannou, Virginia, E. (2004). "Early Embryonic Mesoderm Development".  In Lanza, Robert Paul (ed.). Handbook of stem cells, Volume 1. Gulf Professional Publishing. ISBN 978-0-12-436642-8.{{cite book}}:  نگهداری یادکرد:نام‌های متعدد:فهرست نویسندگان (link)
- Sherman, Lawrence S.;  et al., eds. (2001). Human embryology (3rd ed.). Elsevier Health Sciences. ISBN 978-0-443-06583-5.